# Cellifera cellifera
Cellifera cellifera är en fjärilsart som beskrevs av Edward Meyrick 1912. Cellifera cellifera ingår i släktet Cellifera och familjen vecklare. Inga underarter finns listade i Catalogue of Life.